# Лиховид Інна Миколаївна
Інна Миколаївна Лиховид (нар. 2 жовтня 1988,Біла Церква, Київська область) — акторка Львівського академічного драматичного театру імені Лесі Українки, співачка та авторка текстів пісень гурту «Хрущі».

## Життєпис
Народилася у м. Біла Церква, Київської області. Закінчила ЗОШ №17 у м. Біла Церква. З 2003-2007 навчалася у Технолого-економічному коледжі Білоцерківського національного аграрного університету за спеціальністю «Технолог м’яса та м’ясопродуктів». В період навчання займалася акторською майстерністю в студії «Театральна майстерня» Ольги Болховітіної. Сезон 2006-2007 року працювала у Київському академічному обласному музично-драматичному театрі ім. П. К. Саксаганського (м. Біла Церква).
У 2009 році вступила на факультет культури і мистецтв Львівського національного університету імені Івана Франка в творчу майстерню Федора Макуловича, Олексія Кравчука, Богдана Козака, Людмили Колосович. З 2011 року працює у Львівському академічному драматичному театрі імені Лесі Українки на посаді актриси драми.

## Акторські роботи в театрах
Київський обласний музично-драматичний театр імені Панаса Саксаганського
- 2006 — Клоун, «Хто хоче в Новий рік?»
- 2006 — Рабиня, «Химерна Мессаліна» (реж. Ольга Болховітіна)
- 2007 — Хазяйка Песика Златика, «Фізкультура для Баби Яги»

Львівський академічний драматичний театр імені Лесі Українки
- 2011 — циганка Груня, «Сорочинський ярмарок» (реж. Володимир Федоров)
- 2011 — Русалка, Доля, «Лісова пісня» (реж. Людмила Колосович)
- 2011 — Ангел, «Дорога до Вифлеєму» (реж. Людмила Колосович)
- 2011 — Циганка, Чортик, Хористка, різдвяне дійство «Вертеп» (реж. Людмила Колосович)
- 2011 — Метелик, «Пригоди невгамовного Зайчика та Червоної Шапочки» (реж. Людмила Колосович)
- 2012 — Нагайна, «Великі подвиги маленького Ріккі-Тіккі-Таві» (реж. Людмила Колосович)
- 2012 — Чорний Дух, «І все-таки я тебе зраджу» (реж. Людмила Колосович)
- 2012 — Катерина, «Search: www.МатиНАЙмичкА.com.ua» (реж. н.а.України Григорій Шумейко)
- 2013 — Артистка оркестру, «Анатомія Театру» (реж. Людмила Колосович)
- 2013 — Діана, Доротея, «Собака на сіні» (реж. Людмила Колосович)
- 2013 — Саломея, «Євангеліє від Юди» (реж. Юрій Мельничук)
- 2014 — Варвара Репніна-молода «Стіна» (реж. Людмила Колосович)
- 2014 — Доктор С., «Готель поміж двох світів» (реж. н.а. України Богдан Козак)
- 2014 — Мешканка села, «DIVKA» (реж. Олексій Коломійцев)
- 2014 — Курка, «Вівісекція» (реж. Олексій Коломійцев)
- 2014 — опера «Антиформалістичний райок» (реж. Олексій Коломійцев)
- 2015 — Учасниця античного хору, рок-опера «Ірод» (реж. Олексій Коломійцев)
- 2016 — Міріам, сторітелінг «Одержима» (реж. Павло Ар'є)
- 2016 — Фа, треш-детектив «Людина в підвішеному стані» (реж. Ігор Білиць)
- 2017 — Сестра Грегора, пластична вистава «Перетворення» (реж. Артем Вусик)

## Діяльність
- 2004-2007 — актриса театральної студії «Студентська театральна майстерня» (м. Біла Церква)

## Нагороди та визнання
- 2013 — друге місце у Всеукраїнському конкурсі виконавців художнього слова імені Лесі Українки (професійні виконавці) у рамках XXVII Міжнародного фестивалю літератури і мистецтв «Лесині джерела» (м. Новоград-Волинський)